# Benteng Rendah
Benteng Rendah is een bestuurslaag in het regentschap Batang Hari van de provincie Jambi, Indonesië. Benteng Rendah telt 1095 inwoners (volkstelling 2010).